# Prezydenci Nigerii

## Pierwsza Republika (1963–1966)
| Osoba | Osoba   | Osoba                      | Kadencja            | Kadencja         | Partia polityczna |
| #     | Portret | Imię i nazwisko            | Od                  | Do               | Partia polityczna |
| ----- | ------- | -------------------------- | ------------------- | ---------------- | ----------------- |
| 1     |         | Nnamdi Azikiwe (1904–1996) | 1 października 1963 | 16 stycznia 1966 | NCNC              |

## Rządy wojskowe (1966–1979)
| Osoba | Osoba   | Osoba                             | Kadencja         | Kadencja            | Partia polityczna |
| #     | Portret | Imię i nazwisko                   | Od               | Do                  | Partia polityczna |
| ----- | ------- | --------------------------------- | ---------------- | ------------------- | ----------------- |
| 2     |         | Johnson Aguiyi-Ironsi (1924–1966) | 16 stycznia 1966 | 12 lipca 1966       | bezpartyjny       |
| 3     |         | Yakubu Gowon (1934–)              | 1 sierpnia 1966  | 29 lipca 1975       | bezpartyjny       |
| 4     |         | Murtala Mohammed (1938–1976)      | 29 lipca 1975    | 13 lutego 1976      | bezpartyjny       |
| 5     |         | Olusẹgun Ọbasanjọ (1937–)         | 13 lutego 1976   | 1 października 1979 | bezpartyjny       |

## Druga Republika (1979–1983)
| Osoba | Osoba   | Osoba                     | Kadencja            | Kadencja        | Partia polityczna |
| #     | Portret | Imię i nazwisko           | Od                  | Do              | Partia polityczna |
| ----- | ------- | ------------------------- | ------------------- | --------------- | ----------------- |
| 6     |         | Shehu Shagari (1925–2018) | 1 października 1979 | 31 grudnia 1983 | NPN               |

## Rządy wojskowe (1983–1993)
| Osoba | Osoba   | Osoba                        | Kadencja         | Kadencja         | Partia polityczna |
| #     | Portret | Imię i nazwisko              | Od               | Do               | Partia polityczna |
| ----- | ------- | ---------------------------- | ---------------- | ---------------- | ----------------- |
| 7     |         | Muhammadu Buhari (1942–2025) | 31 grudnia 1983  | 27 sierpnia 1985 | bezpartyjny       |
| 8     |         | Ibrahim Babangida (1941–)    | 27 sierpnia 1985 | 26 sierpnia 1993 | bezpartyjny       |

## Trzecia Republika (1993)
| Osoba | Osoba   | Osoba                       | Kadencja         | Kadencja          | Partia polityczna |
| #     | Portret | Imię i nazwisko             | Od               | Do                | Partia polityczna |
| ----- | ------- | --------------------------- | ---------------- | ----------------- | ----------------- |
| 9     |         | Ernest Shonekan (1936–2022) | 26 sierpnia 1993 | 17 listopada 1993 | bezpartyjny       |

## Rządy wojskowe (1993–1999)
| Osoba | Osoba   | Osoba                        | Kadencja          | Kadencja       | Partia polityczna |
| #     | Portret | Imię i nazwisko              | Od                | Do             | Partia polityczna |
| ----- | ------- | ---------------------------- | ----------------- | -------------- | ----------------- |
| 10    |         | Sani Abacha (1943–1998)      | 17 listopada 1993 | 8 czerwca 1998 | bezpartyjny       |
| 11    |         | Abdulsalami Abubakar (1942–) | 8 czerwca 1998    | 29 maja 1999   | bezpartyjny       |

## Czwarta Republika (od 1999)
| Osoba | Osoba   | Osoba                        | Kadencja     | Kadencja     | Partia polityczna |
| #     | Portret | Imię i nazwisko              | Od           | Do           | Partia polityczna |
| ----- | ------- | ---------------------------- | ------------ | ------------ | ----------------- |
| (5)   |         | Olusẹgun Ọbasanjọ (1937–)    | 29 maja 1999 | 29 maja 2007 | PDP               |
| 12    |         | Umaru Yar’Adua (1951–2010)   | 29 maja 2007 | 5 maja 2010  | PDP               |
| 13    |         | Goodluck Jonathan (1957–)    | 5 maja 2010  | 29 maja 2015 | PDP               |
| (7)   |         | Muhammadu Buhari (1942–2025) | 29 maja 2015 | 29 maja 2023 | APC               |
| 14    |         | Bola Tinubu (1952–)          | 29 maja 2023 | nadal        | APC               |